# Klášterec nad Orlicí
Klášterec nad Orlicí è un comune della Repubblica Ceca facente parte del distretto di Ústí nad Orlicí, nella regione di Pardubice.